# トーマス・ラム
トーマス・アントン・ルドルフ・ラム（Thomas Anton Rudolph Lam、1993年12月18日 - ）は、オランダ・アムステルダム出身のフィンランド人サッカー選手。メルボルン・シティFC所属。ポジションはDF。フィンランド代表。

## クラブ歴

### AZ
2005年にAZアルクマールの下部組織に加入し、順調にステップアップし、2011年にプロ契約を結んだ。2011-12シーズンよりトップチームに昇格し、
翌シーズンの2012年9月16日、ローダJC戦にてトップチームデビューを果たした。2013年12月12日、UEFAヨーロッパリーグのPAOKテッサロニキ戦でトップチーム初ゴールを記録した。

### ズヴォレ
2014年7月24日、PECズヴォレに移籍した。8月16日のFCドルトレヒト戦で公式戦デビューし、10月29日のKNVBカップHHCハルデンベルグ戦ではDFながらハットトリックを達成し、6-1での大勝の貢献した。結果、2シーズンの在籍でレギュラーとして活躍し、リーグ通算64試合4得点を記録した。

### ノッティンガム・フォレスト
ズヴォレでの活躍から古巣のAZを始めアヤックス・アムステルダムなどがラム獲得に動いたが、2016年7月8日、ノッティンガム・フォレストFCがラムをフリーで獲得した。8月6日、デビュー戦となったバートン・アルビオンFCとのリーグ開幕戦では移籍後初ゴールを記録するなど、順調な滑り出しを見せた。しかし、その後は怪我の影響もあり、徐々に出場機会を失っていった。

#### トゥウェンテへのレンタル
2017-18シーズンはFCトゥウェンテにレンタルされた。レンタルされた理由は、ノッティンガム・フォレストの監督を務めていたマーク・ウォーバートンがラムに、今シーズンの構想に入っていないと告げたためである。しかし、トゥウェンテではシーズンを通して安定したプレーを続け、リーグ戦28試合に出場した。

### ズヴォレへの復帰
2018年8月29日、ズヴォレと2年契約を結んだ。

## 代表歴
2015年6月9日、エストニア代表戦でフィンランドA代表デビューを果たした。

## 人物
オランダ人の父とフィンランド人の母を親に持つが、代表でフィンランドを選択した。

## 個人成績
2020年4月28日

### クラブ
| クラブ                     | シーズン     | リーグ             | リーグ | リーグ | カップ | カップ | リーグカップ | リーグカップ | その他 | その他 | 通算 | 通算 |
| クラブ                     | シーズン     | ディヴィジョン     | 出場   | 得点   | 出場   | 得点   | 出場         | 得点         | 出場   | 得点   | 出場 | 得点 |
| -------------------------- | ------------ | ------------------ | ------ | ------ | ------ | ------ | ------------ | ------------ | ------ | ------ | ---- | ---- |
| AZ                         | 2011–12      | エールディヴィジ   | 0      | 0      | 0      | 0      | —            | —            | 0      | 0      | 0    | 0    |
| AZ                         | 2012–13      | エールディヴィジ   | 6      | 0      | 2      | 0      | —            | —            | —      | —      | 8    | 0    |
| AZ                         | 2013–14      | エールディヴィジ   | 0      | 0      | 0      | 0      | —            | —            | 1      | 1      | 1    | 1    |
| AZ                         | 通算         | 通算               | 6      | 0      | 2      | 0      | —            | —            | 1      | 1      | 9    | 1    |
| PECズヴォレ                | 2014–15      | エールディヴィジ   | 29     | 2      | 5      | 4      | —            | —            | 0      | 0      | 34   | 6    |
| PECズヴォレ                | 2015–16      | エールディヴィジ   | 35     | 2      | 1      | 0      | —            | —            | —      | —      | 36   | 2    |
| PECズヴォレ                | 通算         | 通算               | 64     | 4      | 6      | 4      | —            | —            | 0      | 0      | 70   | 8    |
| ノッティンガム・フォレスト | 2016–17      | チャンピオンシップ | 19     | 2      | 1      | 0      | 1            | 0            | —      | —      | 21   | 2    |
| FCトゥウェンテ (loan)      | 2017–18      | エールディヴィジ   | 28     | 3      | 2      | 0      | —            | —            | 0      | 0      | 30   | 3    |
| PECズヴォレ                | 2018–19      | エールディヴィジ   | 25     | 4      | 3      | 0      | —            | —            | 0      | 0      | 29   | 4    |
| PECズヴォレ                | 2019-20      | エールディヴィジ   | 14     | 0      | 2      | 0      | —            | —            | 0      | 0      | 16   | 0    |
| PECズヴォレ                | 通算         | 通算               | 36     | 4      | 5      | 0      | —            | —            | 0      | 0      | 45   | 4    |
| キャリア通算               | キャリア通算 | キャリア通算       | 154    | 13     | 16     | 4      | 1            | 0            | 1      | 1      | 172  | 18   |

### 代表
2020年4月28日
| フィンランド代表 | 国際Aマッチ | 国際Aマッチ |
| 年               | 出場        | 得点        |
| ---------------- | ----------- | ----------- |
| 2015             | 2           | 0           |
| 2016             | 7           | 0           |
| 2017             | 7           | 0           |
| 2018             | 5           | 0           |
| 2019             | 1           | 0           |
| 通算             | 22          | 0           |

## タイトル

### クラブ
AZ
- KNVBカップ : 1回 (2012-13)

PECズヴォレ
- ヨハン・クライフ・スハール : 1回 (2014)

### 個人
- SPL最優秀若手選手賞 : 1回 (2011年)[15]